# Citrato de calcio

Estructura del citrato de calcio

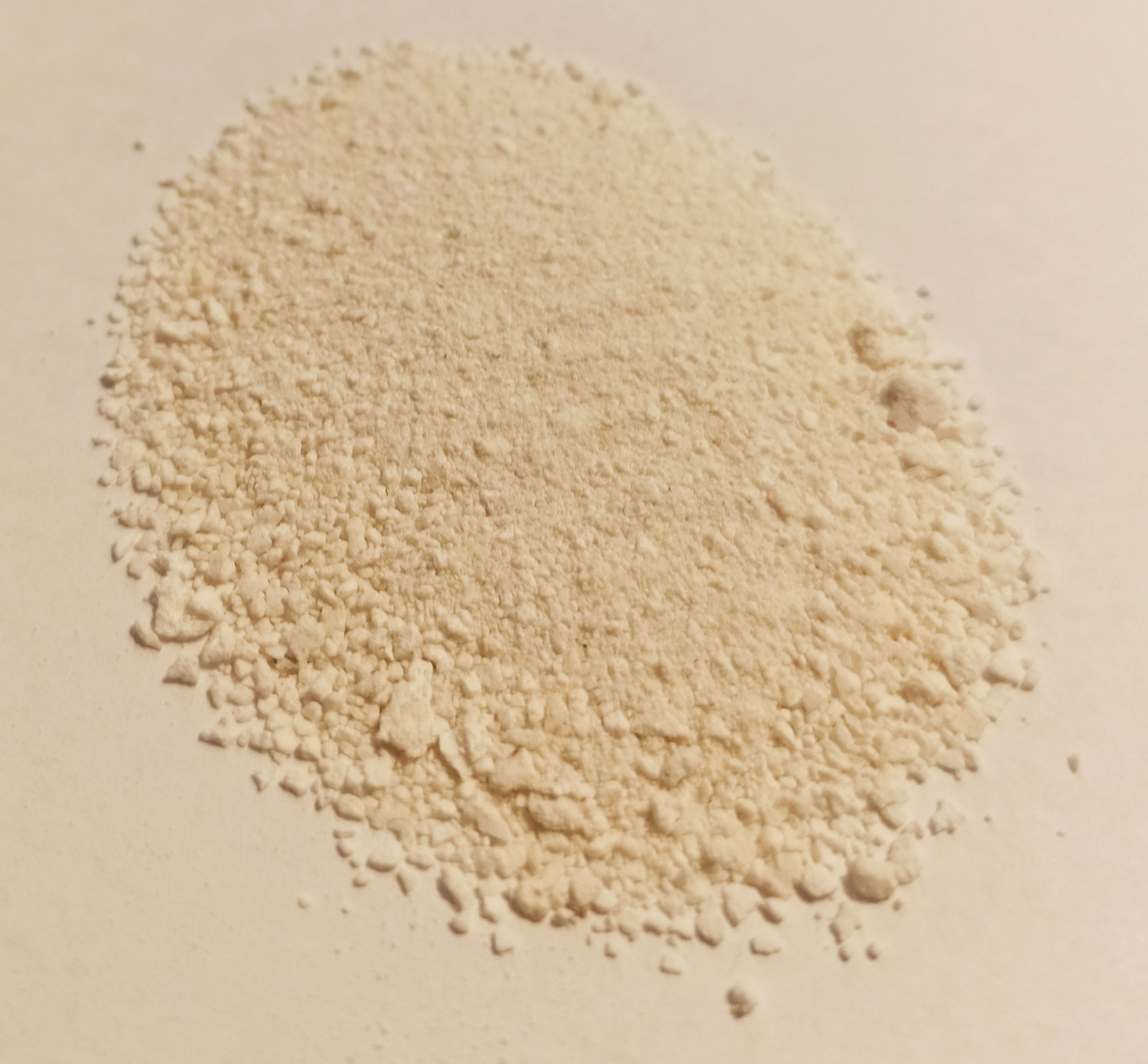
Polvo de citrato de calcio purificado por recristalización.

El citrato de calcio (citrato cálcico o sal amarga) es una sal del ácido cítrico e hidróxido de calcio, la cual es utilizada para la preservación y condimentación de alimentos. De igual manera es usada en medicina como complemento nutricional unido a la lisina. Dentro de la clasificación ATC se incluye en el grupo A12, en concreto con el código A12AA09.
La Dosis Diaria Definida es de 0.5 g, siendo su administración por vía oral oral.
Citrato de Calcio: Sal cálcica del ácido 2- hidroxi -1, 2, 3 propanotricarboxílico, tetrahidratada.
Fórmula: Ca3(C6H5O7)2
Peso molecular: 498,46  g/mol
Preparación: Por tratamiento del ácido cítrico, obtenido de las frutas cítricas con cal.
Descripción: Polvo cristalino, blanco, inodoro, que pierde se agua de cristalización a 120 °C.
Solubilidad: Un gramo en 1050 mL de agua fría; menos soluble en agua caliente; insoluble en alcohol.
Biodisponibilidad: De las sales empleadas para la fabricación de suplementos de calcio, el citrato de calcio aporta 21 miligramos de ion elemental por cada 100 miligramos de sal, es decir 21%, aporte que es menor a otras sales de calcio, sin embargo, diferentes estudios farmacocinéticos han demostrado que el citrato de calcio es 2.5 más biodisponible que el carbonato de calcio.
Otras características: Al estar combinado con ácido citrico cítrico, presenta un menor riesgo de precipitar la nucleación de cálculos renales, a diferencia de otras sales de calcio
Usos: La mayor parte de los compuestos administrados por vía oral, como fuente de calcio, son solubles en el ácido gástrico, pero se convierten en insolubles en el duodeno, de manera que solo una fracción de calcio está disponible para su absorción. el carbonato de calcio, especialmente, es dependiente del ácido gástrico para convertir algo de calcio en biodisponible. Las personas con aclorhidria, piloroplastia u otras situaciones en la que el compuesto de calcio no está en un medio ácido el tiempo suficiente para liberar o mantener mucho calcio soluble, en general no absorbe adecuadamente el calcio a partir del carbonato y de algunos otros compuestos.